# Gál Tamás (karmester)
Gál Tamás (Jászberény, 1960. március 1. –) Liszt Ferenc-díjas karmester, középiskolai énektanár, érdemes művész.

## Élete, munkássága
Gál Tamás hatéves korában kezdte zenei tanulmányait, először hegedülni, majd kilencévesen zongorázni tanult. A tanulást a debreceni konzervatóriumban folytatta, ahol még felvette a zeneszerzés és a harsona szakot is. Felsőfokú zenei tanulmányait Budapesten, a Liszt Ferenc Zeneművészeti Főiskola karvezetés szakán kezdte, majd egy évvel később felvette a karmester szakot is. Mesterei Zámbó István, Maklári József, Kórodi András és Lukács Ervin voltak. A karvezetés szakon 1984-ben, majd 1985-ben a karmesterképző szakon diplomázott. Testvérei is kaptak zenei képzést: öccse a Keller vonósnégyes tagja, és nővére is konzervatóriumot végzett.
Karmesteri munkáját 1985-ben Pécsett kezdte a Pécsi Szimfonikus Zenekar karmestereként. Közben, 1986-tól kezdve több éven át a Nyírbátori Nemzetközi Ifjúsági Zenei Tábor művészeti vezetője volt. 1988-ban elhagyta Pécset, és a MÁV Szimfonikus Zenekar művészeti vezetője lett. Ekkor kezdett tanítani a Liszt Ferenc Zeneművészeti Főiskola karmesterképző tanszakán adjunktusként, majd 2001 őszétől docensként.
Folyamatosan meghívott karmestere az ország jelentős szimfonikus zenekarainak, a Berlini Szimfonikus Zenekarnak, a Zágrábi Szimfonikus Zenekarnak és a németországban működő Filharmonia Hungaricának, és rendszeresen vezényel a Budapesti Tavaszi Fesztiválon is. Utóbbi 1991-es rendezvényén a Nemzetközi Benjamino Gigli gálakoncert vezető karmestere volt. 1990-ben az Egyesült Államokban szerepelt a Coloradói Fesztiválon, ahol a helyi sajtótól megkapta az „Év sikerdíját”. 1997-ben vezényelte a cseh Janáček Szimfonikus Zenekart, 1999-ben pedig hollandiai turnén az Oxfordi Kamarazenekart. 2000-ben egy húsz hangversenyből álló turnét dirigált az Amerikai Egyesült Államok és Hollandia számos nagyvárosában. Vendégkarmesterként rendszeresen visszahívják Tajvanba is. Összességében több mint harminc országban vezényelt a világ számos pontján. Rendszeresen fellép a Magyar Állami Operaházban is, ahol évente tíz opera- és balettelőadást dirigál. Több kortárs mű bemutatója fűződik nevéhez, és rendszeresen meghívják hazai és nemzetközi zenei versenyek zsűrijébe. Vezette a Zeneakadémia szimfonikus zenekarát is.
Elsősorban a MÁV Szimfonikus Zenekar élén több CD-je jelent meg, tanítványai közül többen sikeresen szerepeltek hazai és nemzetközi karmesterversenyeken.
Gál Tamás a Miskolci Szimfonikus Zenekar irányításában történt botrányszagú események után 2014 közepétől elvállalta a zenekar művészi vezetését, azóta a zenekar vezető karmestere.

## Elismerései
- Liszt Ferenc-díj (1998)
- A Vasút Szolgálatáért-díj ezüst fokozata (1998)
- Érdemes művész díj (2008)
- A Magyar Érdemrend lovagkeresztje (2025)